# Ursula Schlenther
Ursula Schlenther (* als Ursula Lüttschwager am 15. August 1919 in Elbing; † 10. Februar 1979) war eine deutsche Ethnologin und Altamerikanistin.

## Leben
Ursula Lüttschwager legte 1939 ihr Abitur ab und besuchte anschließend die Hochschule für Lehrerbildung Danzig. 1940 wurde sie als Aushilfslehrerin kriegsdienstverpflichtet. Sie heiratete 1940 den Steuerinspektor Hartmut Schlenther, der 1944 fiel. Sie hatten einen 1942 geborenen Sohn. 1945 siedelte sie nach Kiel um und begann 1946 ein Studium der Völkerkunde, Vorgeschichte, Geologie und Anthropologie an der Universität Kiel. Ein Jahr später wechselte sie an die Universität Hamburg, wo sie im Oktober 1952 bei Franz Termer und Egmont Zechlin mit der Arbeit Verbreitung einiger peripherer praekolumbischer Kulturelemente im amerikanischen Mittelmeerraum und Nachbargebieten promovierte. 1956 siedelte sie in die DDR über, schon im folgenden Jahr erfolgte an der Humboldt-Universität zu Berlin (HUB) die Habilitation mit der Arbeit Verbreitung und Ursachen der Brandbestattung bei außereuropäischen Völkern. Im September 1958 wurde Schlenther Dozentin für Völkerkunde an der HUB, im September 1961 Professorin mit Lehrauftrag, im September 1966 Professorin mit vollem Lehrauftrag und im September 1969 Professorin mit Lehrstuhl. Von 1973 bis 1979 leitete sie den Bereich Ethnographie an der Sektion Geschichte der Humboldt-Universität. Seit 1963 war sie Mitglied der SED.

## Schriften
- Brandbestattung und Seelenglauben. Verbreitung und Ursachen der Leichenverbrennung bei aussereuropäischen Völkern, DVW, Berlin 1960
- Die geistige Welt der Maya. Einführung in die Schriftzeugnisse einer indianischen Priesterkultur, DVW, Berlin 1966
- Im Reiche El Dorados. Eine Kulturgeschichte der Indianer in Kolumbien, Urania, Leipzig u. a. 1971
- Lateinamerika und seine Ureinwohner. Kultur und Lebensweise der Indianer Lateinamerikas von den Anfängen bis zur Gegenwart, Akademie, Berlin 1976